# 因特克倫斯島

因特克倫斯島（英語：Intercurrence Island）是南極洲的島嶼，屬於帕默群島中克里斯蒂安尼亞群島的一部分，位於列日島東北面13公里，長7公里，現時由南極條約體系管理。